# Theodor Harms (Marineoffizier)
August Theodor Harms (* 24. Mai 1853 in Oldenburg; † 27. November 1931 Groß Flottbek) war ein deutscher Kapitän zur See der Kaiserlichen Marine und Wirklich Geheimer Admiralitätsrat mit dem Titel Exzellenz.

## Leben

### Herkunft
Theodor Harms war ein Sohn des deutschen Pädagogen und Schriftsteller Johann Harms und dessen erster Ehefrau Marie Elisabeth, geb. Erdmann (1830–1878) und eine Tochter des Regierungspräsidenten Theodor Erdmann (1795–1893).

### Werdegang
Harms trat am 2. Mai 1870 in die Marine des Norddeutschen Bundes ein. Vom 2. Juli 1870 bis 18. Juli 1870 war er zur Grundausbildung und auf die Niobe kommandiert, um anschließend bis 29. Juni des Folgejahres mehrere Lehrgänge und die Marineschule zu besuchen. Es folgte, ab 1. Juli 1871 als Seekadett, bis 3. Dezember 1872 der Borddienst auf der Vineta und dann bis 26. Mai 1873 auf der Gazelle. Es folgten bis 31. Januar 1876 u. a. weitere Lehrgänge und der Besuch der Marineschule. Am 17. November 1874 war er zum Unterleutnant zur See befördert worden. Vom 19. Mai 1875 bis 4. November 1875 war er auf der Hansa und vom 1. Februar 1876 bis 3. April 1877 zur Artillerieausbildung auf den Artillerieschulschiff Renown. Ab dem 4. April 1877 war er unter Korvettenkapitän Friedrich Hollmann als Wachoffizier auf der Medusa. Hier am 17. Januar 1878 zum Leutnant zur See befördert, blieb er bis 28. September 1878. Er kam zur I. Matrosendivision und war hier Adjutant der Matrosenartillerieabteilung und des Torpedodepots Friedrichsort. Anschließend war er bis 2. Oktober 1882 nur noch Adjutant des Torpedodepots Friedrichsort. Erneut als Wachoffizier eingesetzt, kam er bis 22. Oktober 1884 auf die Leipzig. Vom 23. Oktober 1884 bis 22. Januar 1885 besuchte er einen Admiralstabslehrgang an der Marineakademie. An der Kaiserlichen Werft in Kiel wurde er mit der Wahrnehmung der Geschäfte des Direktors des Torpedoressorts beauftragt und wurde am 19. März 1885 zum Kapitänleutnant befördert. Vom 1. April 1885 bis 6. März 1886 war er dann regulärer Direktor des Torpedoressorts. Als Vorstand wechselte er zurück zum Torpedodepot nach Friedrichsort und war ab 1. April 1891 hier Direktor der Torpedowerkstatt. In dieser Position blieb er, ab 5. September 1892 Korvettenkapitän, bis 15. Juni 1896. Vom 16. Juni 1896 bis 30. September 1896 war er zum Reichsmarineamt kommandiert. Hier war er bis zu seinem Ausscheiden aus der Kaiserlichen Marine Ende 1901 Torpedodezernent im Technischen Departement. Am 12. Februar 1897 wurde er zum Korvettenkapitän mit dem Rang eines Oberstleutnants befördert und am 17. August 1898 Kapitän zur See.
Im Jahr 1900 war Harms im Engeren Ausschuss im Deutschen Hilfskomitee für Ostasien, das im Zusammenhang mit dem Boxeraufstand gegründet wurde, Spenden einsammelte und Kriegshilfsmaßnahmen koordinierte. Im September und Oktober 1900 unternahm er mit dem Geheimen Admiralitätsrat Georg Franzius eine Informationsreise nach Belgien und Frankreich, wo sie verschiedene Werke besichtigten und eine sehr ausführliche Denkschrift mit ihren Wahrnehmungen dem Staatssekretär des Reichsmarineamt überreichten. 1901 wurde er mit dem preußischen Kronenorden II. Klasse ausgezeichnet.
Am 10. Oktober 1901 nahm er seinen Abschied aus der Kaiserlichen Marine und trat mit dem Titel eines Geheimen Admiralitätsrat und Vortragender Rat in das Beamtenverhältnis über. Anschließend war er im Reichsmarineamt bis 31. Mai 1906 Dezernent B II des Technischen Departements. Am 1. Juni 1906 wurde er Vorstand der Abteilung für Werftverwaltungsangelegenheiten (B VII) im Werftdepartment, dem ehemaligen Technischen Departement und blieb dies bis 23. August 1919. Am 27. Oktober 1906 war er zum Wirklichen Admiralitätsrat mit dem Rang eines Rates I. Klasse ernannt worden. Kurzzeitig war er vom 5. Januar 1910 bis 28. August 1910 und erneut vom 4. Dezember 1918 bis 6. Februar 1919 mit der Wahrnehmung der Geschäfte des Direktors des Werftdepartements beauftragt worden. Am 16. Oktober 1916 wurde er zum Wirklich Geheimen Admiralitätsrat mit dem Prädikat Exzellenz ernannt und trat nach Kriegsende am 23. August 1919 in den Ruhestand.
1919 wurde er Aufsichtsratsmitglied der Flender-Aktiengesellschaft für Eisen-, Brücken- und Schiffbau. Er war bis zu seinem Tod auch Aufsichtsratsmitglied der Deutschen Schachtbau-Aktiengesellschaft.